# Burg auf Fehmarn

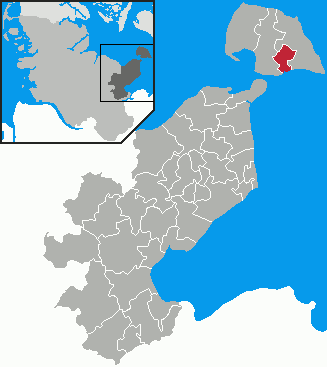
Lage von Burg auf Fehmarn im Kreis Ostholstein

Burg auf Fehmarn (plattdeutsch: Borg up Fehmarn, dänisch: Burghæby) ist der zentrale Stadtteil der Stadt Fehmarn. Bis 2003 war die Kleinstadt eigenständig. Der Ort liegt auf der Insel Fehmarn im Kreis Ostholstein in Schleswig-Holstein. Die Einwohnerzahl beträgt etwa 6000.

## Wappen
Blasonierung: „In Silber über abwechselnd silbernen und blauen Wellen eine freistehende rote Burg aus Ziegelsteinen mit Zinnenmauer, geschlossenem goldenen Tor und zwei blau bedachten, mit je zwei rundbogigen Fenstern versehenen Zinnentürmen, zwischen denen der rote holsteinische Schild mit dem silbernen Nesselblatt schwebt.“
Dieses Wappen wurde von der Stadt Fehmarn übernommen.

## Geschichte

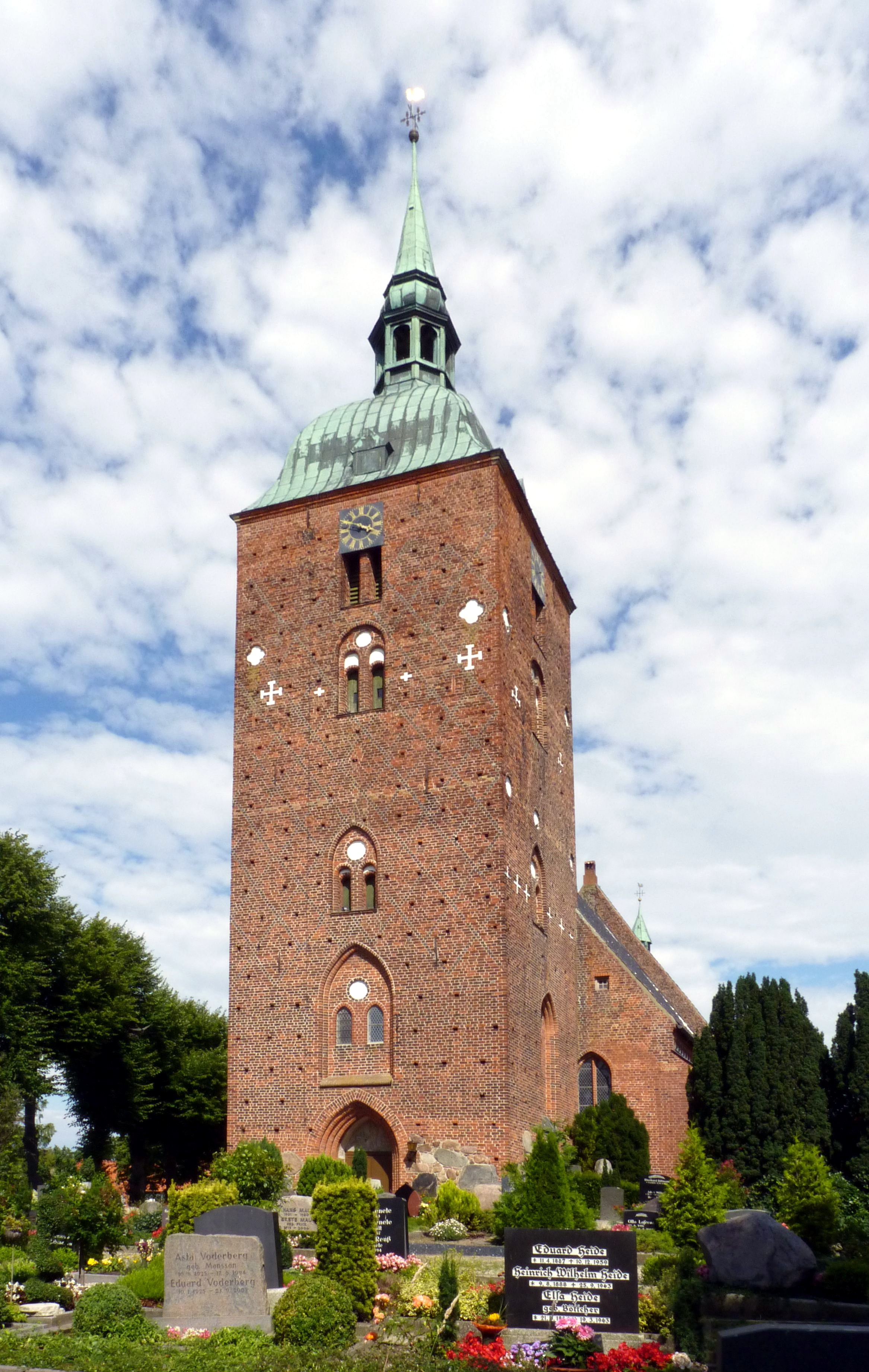
Kirche St. Nikolai

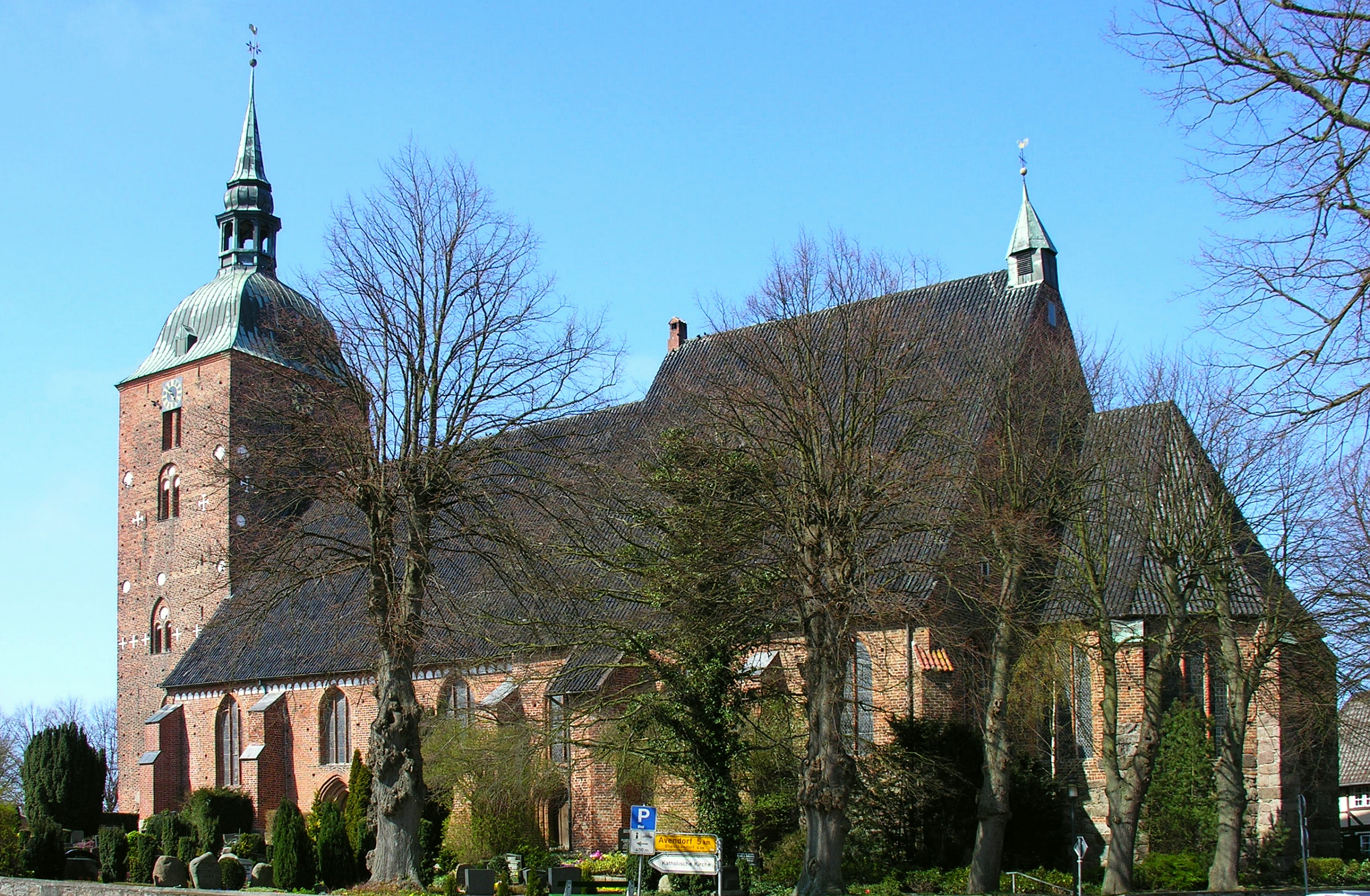
Die dreischiffige Kirche mit Turm

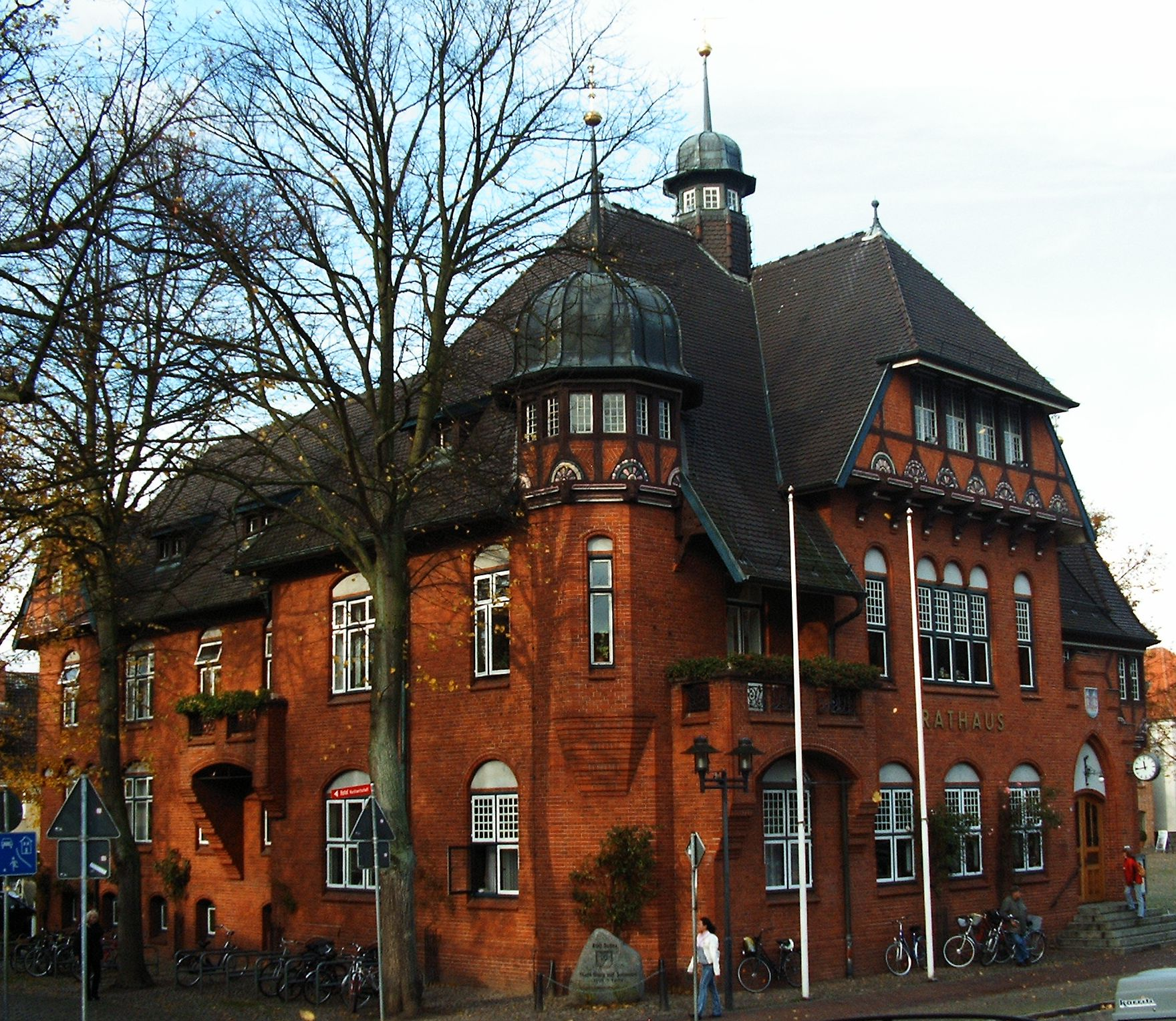
Rathaus

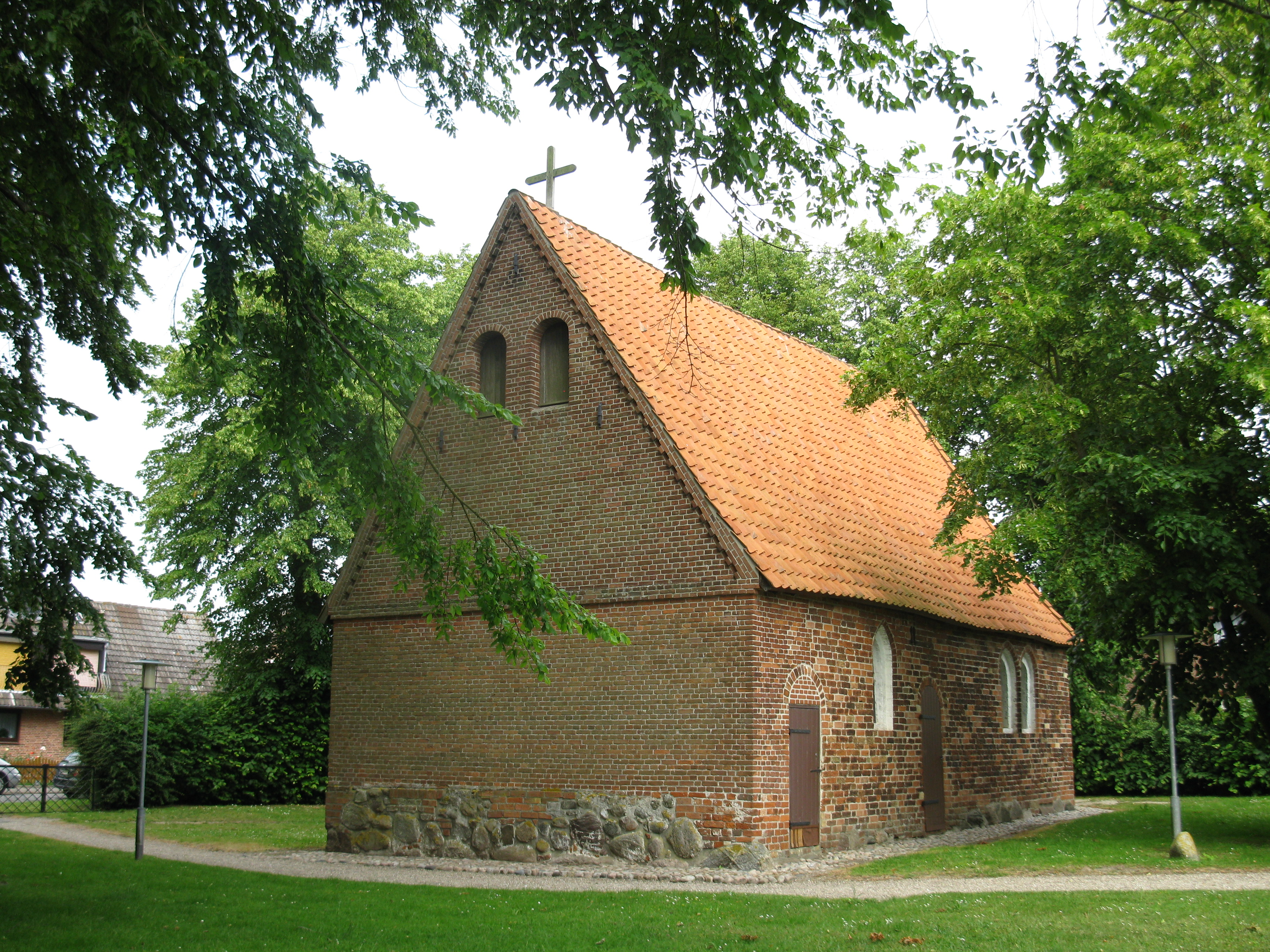
St.-Jürgen-Kapelle

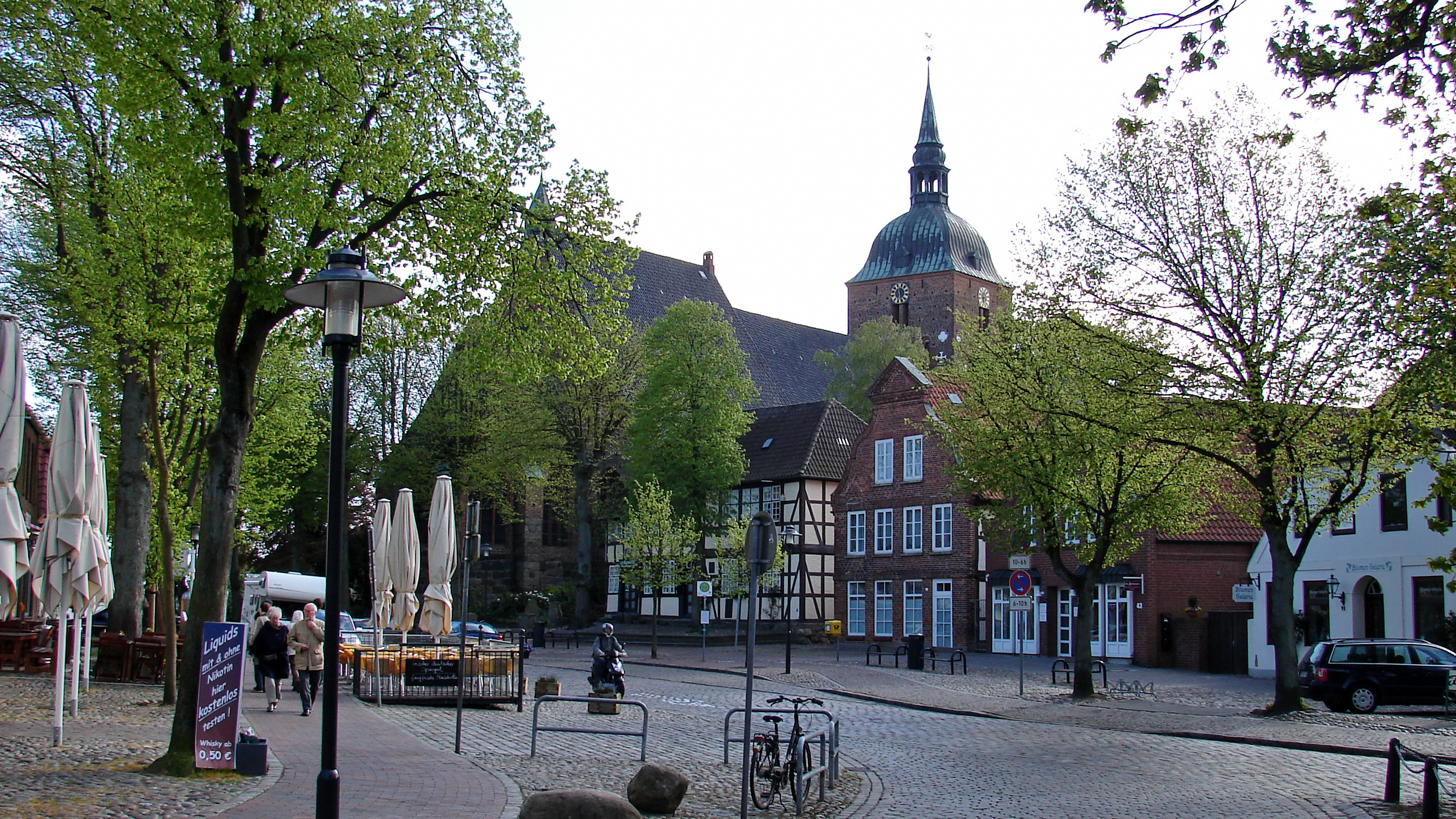
Breite Straße mit St. Nicolai

Zum ersten Mal wurde Burg im Jahr 1202 im Waldemar-Erdbuch als Borch up Vemere erwähnt, 1599 wurde der Ort erstmals neuhochdeutsch als Burgk uff Femern bezeichnet.
Von 1230 bis 1250 wurde die evangelisch-lutherische Kirche St. Nikolai in Burg erbaut.
Ein im Mittelalter angelegter Hafen in der Nähe des Ortes versandete im 15. Jahrhundert. Er wurde durch die stark befestigte Burg Glambek beschützt. Erst 1857 wurde ein neuer Hafen im Burger Stadtteil Burgstaaken angelegt. 1867 wurde ein Amtsgericht eingerichtet, das bis 1976 bestand. Ab 1896 wurde ein regelmäßiger Schiffsverkehr mit den Dampfschiffen Fehmarn und Meta nach Lübeck und Kiel aufgenommen.
1787 zerstörte ein Großbrand 21 Häuser.
Die Fläche der bis Ende 2002 bestehenden Gemeinde wurde seit dem 30. September 1928 (Eingliederung des Wohnplatzes Burgtiefe, vorher Landgemeinde Sahrensdorf) mit 14,43 km² nachgewiesen. Die Fläche der aktuellen Gemarkung Burg wird mit 14,47 km² angegeben.
Am 1. Januar 2003 fusionierte die Stadt Burg auf Fehmarn mit Bannesdorf auf Fehmarn, Landkirchen auf Fehmarn und Westfehmarn zur Stadt Fehmarn. Damit besteht die ganze Insel Fehmarn nur noch aus einer Stadt.

## Bevölkerungsentwicklung
Im Jahr 1552 hatte Burg 1060 Einwohner, gut hundert Jahre später 1661 waren es 1300 Einwohner. 1724 wurden nur noch 973 Einwohner gezählt. In der ersten Blüte des Fremdenverkehrs 1908 betrug die Einwohnerzahl 2881. Heute sind es etwa 6000 Einwohner, hinzu kommen in der Hauptsaison über dreitausend Gäste.

## Die Hafenplätze von Burg auf Fehmarn
Der Ort Burg liegt nicht direkt am Meer, sondern ist vom haffartigen Burger Binnensee durch einen nahezu zwei Kilometer breiten Landstreifen getrennt.
Der erste Hafen Burgs befand sich unmittelbar am Westrand der Stadt und war durch eine natürliche Rinne, dem Seegen-Graben, mit dem Burger Binnensee verbunden. Dieser alte Stadthafen verschlammte und wurde Anfang des 15. Jahrhunderts aufgegeben. Dafür entstand ein neuer künstlicher Hafen auf der Nehrung vor dem Binnensee. Dieser Dat Nye Deep genannte Hafen wird durch Steinkistendämme geschützt. In einem Vertrag zwischen der Stadt Burg und der Landschaft Fehmarn im Jahr 1557 verpflichteten sich beide Parteien zum gemeinsamen Unterhalt der Hafenanlage, insbesondere des molenartigen Schutzbollwerks.
Während des Dreißigjährigen Kriegs erlitt der Hafen auf der Neuen Tiefe durch schwedische Invasionstruppen erhebliche Schäden. Davon erholte sich der Hafen nicht mehr. Die kommenden zwei Jahrhunderte waren gekennzeichnet durch vielfache Versuche, den Hafen instand zu setzen. Der Zustand des Hafens geht aus einem Schreiben der Bürger und Schiffer zur Burgk aus dem Jahr 1650 an den König um Unterstützung bei der Reparatur des Hafens hervor, in dem sie mitteilten, dass:
unser Burger Tiefe und Schiffshaffe, nicht allein von denen nachgerade einquartierten Soldaten, welche ihre Kortegarde daneben gehabt, an Bollwerken jammerlich verdorben, besonders auch nunmehro dermaßen zugeschlammet und mit Sande belaufen, daß kein Bott, geschweigen eine Schute daraus und einlaufen kann, wodurch unsere Nahrung, weilen vorm auf der Reide zu liegen überaus gefährlich, allerdings geschwechet undt gahr darnieder liegt.
Seit Mitte des 18. Jahrhunderts wird eine Stelle an der Nordseite des Burger Binnensees als Hafenplatz benutzt. Dieser am Stacken genannte Hafenplatz wurde seit 1778 auch von den Fährbooten zwischen Fehmarn und Lolland benutzt. Heute ist dies Burgstaaken.

## Freizeit und Tourismus
- In Burg auf Fehmarn befindet sich das Meereszentrum Fehmarn mit dem größten Haifischbecken Deutschlands (Stand 1998). Außerdem wird an einem ehemaligen 40 Meter hohen Silo Silo Climbing betrieben. Neben einer Indoor-Kart-Anlage gibt es in Burg Surf- und Kite-Schulen sowie Reiterhöfe.

- Im Jahr 2002 gehörte Burg auf Fehmarn zu den zehn wichtigsten Orten des schleswig-holsteinischen Fremdenverkehrs: 47.704 Gäste, davon 1.476 (3,0 %) aus dem Ausland, buchten 312.115 Übernachtungen. Der Ort verfügte über 3364 Gästebetten.

- Am Südstrand befindet sich eine große Ferienanlage mit Ferienwohnungen, Strand- und Gastronomiebetrieben.

- Burg hat abgesehen von St. Nikolai noch weitere Sehenswürdigkeiten zu bieten, z. B. die mittelalterliche St.-Jürgen-Kapelle, die Teil eines mittelalterlichen „Siechenhauses“ war, gut erhaltene Bürgerhäuser aus verschiedenen Jahrhunderten sowie einen malerischen Marktplatz mit dem 1901 eingeweihten Rathaus, einem eindrucksvollen Ziegelbau, und mit dem Museum Galileo Wissenswelt.

- Der Ernst Ludwig Kirchner Verein e. V. betreibt in der Stadtbibliothek von Burg eine Ausstellung zu den Fehmarnaufenthalten des Künstlers in den Jahren 1908 und 1912–1914.

## Verkehr
1905 erhielt Burg durch die Kleinbahn Lütjenbrode–Orth Anschluss an das Eisenbahnnetz. Bis 1983 wurde der Bahnhof Burg im Personenverkehr bedient, bis 1994 im Güterverkehr.

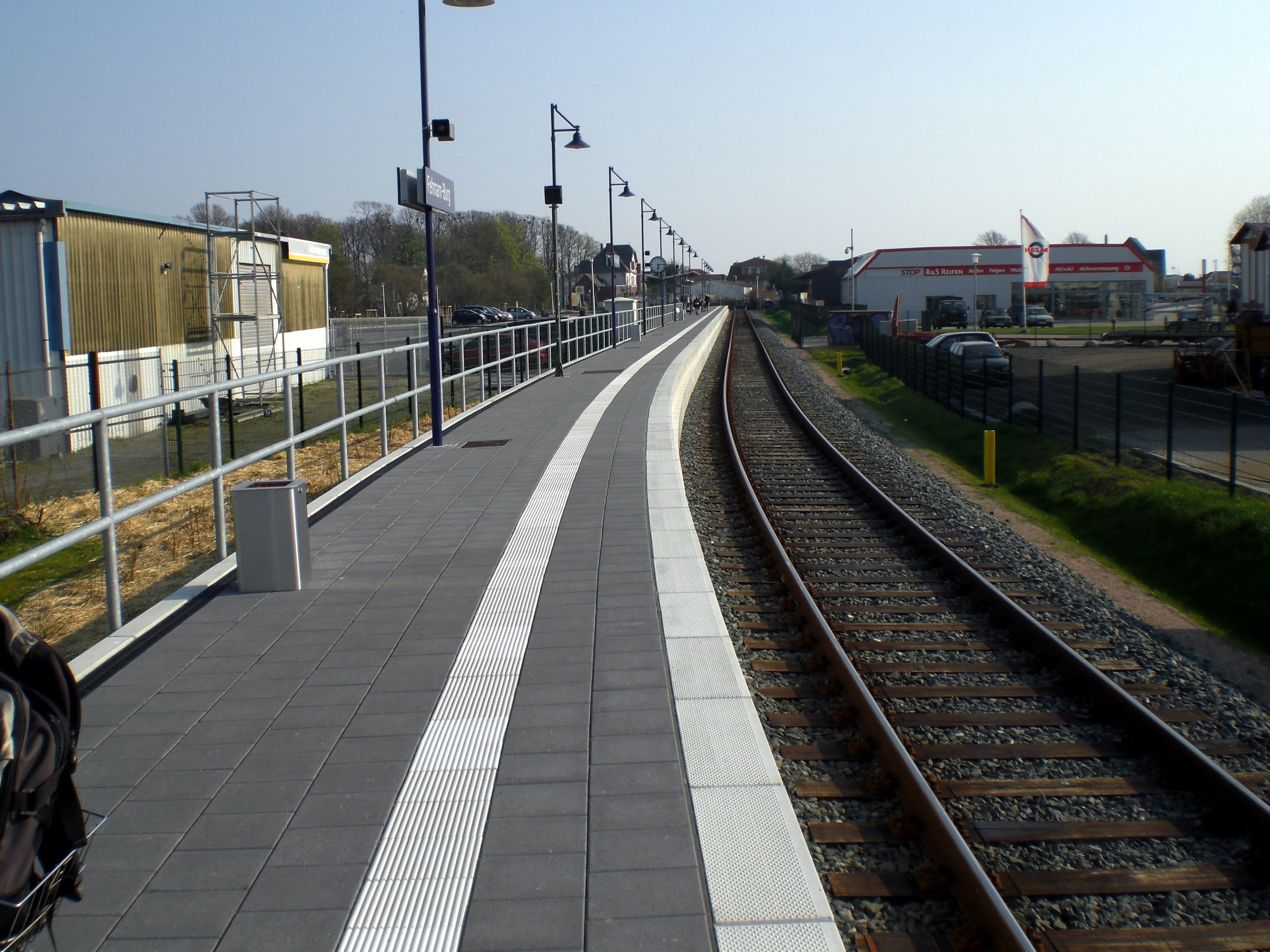
Der neue Haltepunkt Fehmarn-Burg

Am 31. Juli 2010 wurde der Bahnhof Fehmarn-Burg eröffnet. Dieser befindet sich direkt nördlich des früheren Bahnhofs an der reaktivierten Bahntrasse. Die Realisierung dieser Pläne erlitt kurzzeitig einen Rückschlag, als die Einwohner sich in einem Bürgerbegehren gegen die Finanzierung der Ausgestaltung des Bahnhofsvorplatzes wandten. Dadurch schien das Gesamtvorhaben zu scheitern.
Seit dem 1. August 2010 war Burg wieder über die Vogelfluglinie direkt an den Regional- und Fernverkehr angeschlossen. Lübeck und Burg waren dadurch in einem Zwei-Stunden-Takt miteinander verbunden und seit Dezember 2010 wurde Burg von einem einzelnen Intercity nach Köln bedient. Zurzeit ist der Bahnverkehr wegen des Streckenausbaus bis 2029 eingestellt.

## Söhne und Töchter der Stadt
(Nach Geburtsjahr geordnet)
- Marten Pechlin (1480–1526), Pirat
- David Gloxin (1597–1671), Bürgermeister und Diplomat der Stadt Lübeck
- Balthasar Gloxin (1601–1654), Jurist und herzoglicher Rat
- Otto Gibel (1612–1682), Musiktheoretiker, Komponist und Pädagoge
- Christian Kortholt der Ältere (1633–1694), Theologe
- Christian Münden (1684–1741), evangelisch-lutherischer Theologe und Pfarrer
- Johann Horkel (1769–1846), Mediziner und Botaniker
- Amalie Schoppe (1791–1858), Schriftstellerin
- Benedikt Niese (1849–1910), Altphilologe und Historiker
- Charlotte Niese (1854–1935), Schriftstellerin, Heimatdichterin und Lehrerin
- Julius Wichmann (1854–1921), Schriftsteller
- Hans Ruser (1862–1930), Kapitän und Polarforscher
- Wilhelm Mildenstein (1870–1933), lutherischer Geistlicher
- Hans Bielenberg (1883–1970), Verwaltungsjurist und Kommunalbeamter
- Johannes Steenbock (1894–1974), Konteradmiral (Ing.)
- Friedrich-Wilhelm Lucht (1905–1975), Rechtsanwalt und Politiker (SPD)
- Hans Muxfeldt (1927–1974), Chemiker und Professor
- Diether Trede (1932–2008), Fußballspieler
- Jürgen Blin (1943–2022), Boxer im Schwergewicht
- Bernd Lau (1943–1992), Hörspielregisseur
- Manfred Matusza (* 1944), Wirtschaftswissenschaftler, Hochschullehrer und ehemaliger Kommunalpolitiker (CDU)
- Irmgard Riessen (* 1944), Theater- und Fernsehschauspielerin
- Horst Zielske (* 1946), Fotograf
- Bernd Thiele (1956–2017), Fußballspieler
- Peter Ott (* 1966), Filmemacher und Filmproduzent
- Axel Hager (* 1969), Volleyballspieler
- Stephan Willer (* 1970), General der Bundeswehr
- Dirk Weetendorf (* 1972), ehemaliger Fußballspieler